# Lâu đài Miramare

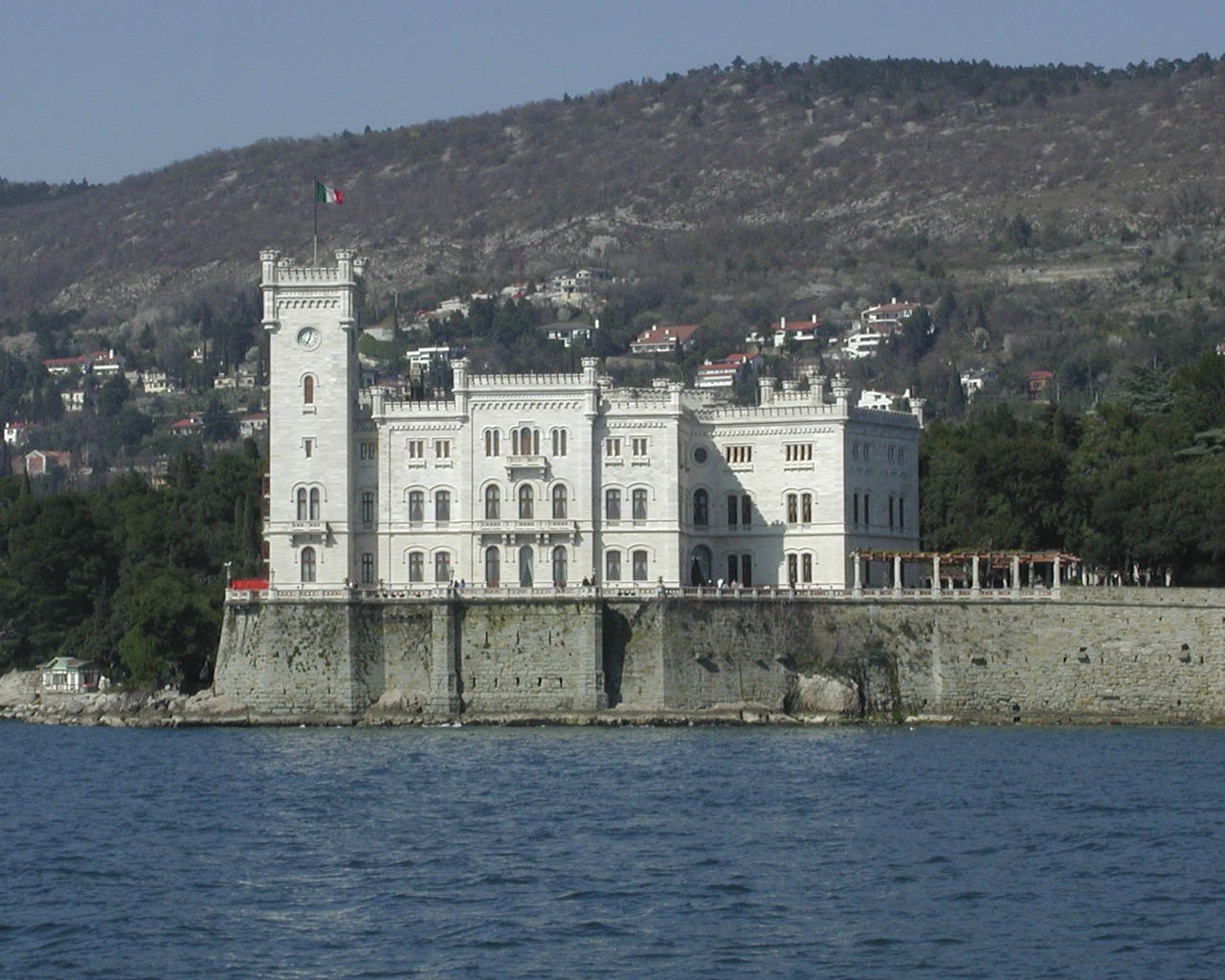
Lâu đài Miramare nhìn từ phía biển

Lâu đài Miramare là tư dinh của hoàng gia đế quốc Áo-Hung. Tòa lâu đài này nằm sát bờ biển gần thành phố Trieste, Ý.
Được khởi công từ năm 1856, dinh thự này mất bốn năm mới hoàn thành (1860) để làm nơi cư ngụ cho Đại công tước Áo Ferdinand Maximilian; ông là em của Hoàng đế Đế quốc Áo-Hung Franz Joseph I và vị hôn phu của Charlotte của Bỉ. Người kiến trúc sư phác thảo là Carl Junker. Phần lớn trang trí nội thất trong lâu đài có đề tài hướng về biển cả phản ảnh sở thích của chủ nhân. Maximilian sau được vận động lên ngôi hoàng đế tại México nhưng rồi bị xử bắn và mất tại đấy năm 1867. Tòa lâu đài chuyền về quyền sở hữu chung của hoàng gia Áo (họ Habsburg).

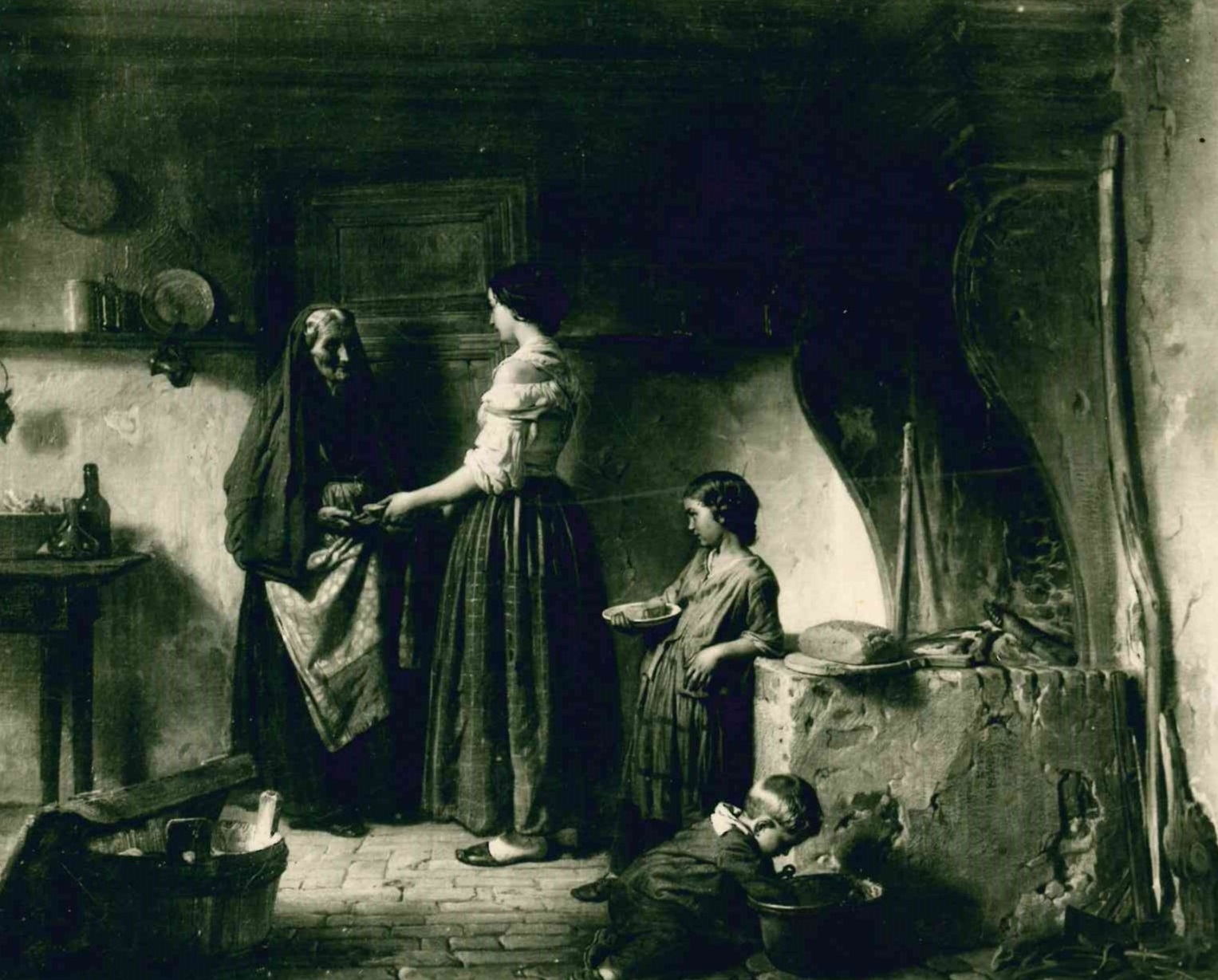
Antonio Rotta, La caritá

Từ năm 1932 đến 1937 Amadeus, Công tước thứ ba của Aosta về ngụ tại đây, rồi từ 1950 trở đi thì dinh thự này được dùng làm viện bảo tàng trưng bày các tác phẩm hội họa Ý. Nổi tiếng hơn cả là những bức họa của Francesco Guardi (1712-1793) và Cesare Dell'Acqua (1821-1905).

## Công viên
Công viên bao bọc lấy lâu đài cũng rất nổi tiếng. Công viên rộng trên 22 ha này nguyên nằm trên một mũi đá khô cằn. Đại công tước Ferdinand Maximilian đã cho cải tạo quả đồi núi đá này trở thành một vườn hoa và trại thử nghiệm thực vật. Ông muốn biến nơi này thành một nơi để suy tư, nơi tự nhiên và nghệ thuật kết nối hài hòa với nhau. Vì thế nên một phần của công viên được kiến tạo theo lối vườn Ý và phần còn lại theo kiểu mẫu vườn Anh. 

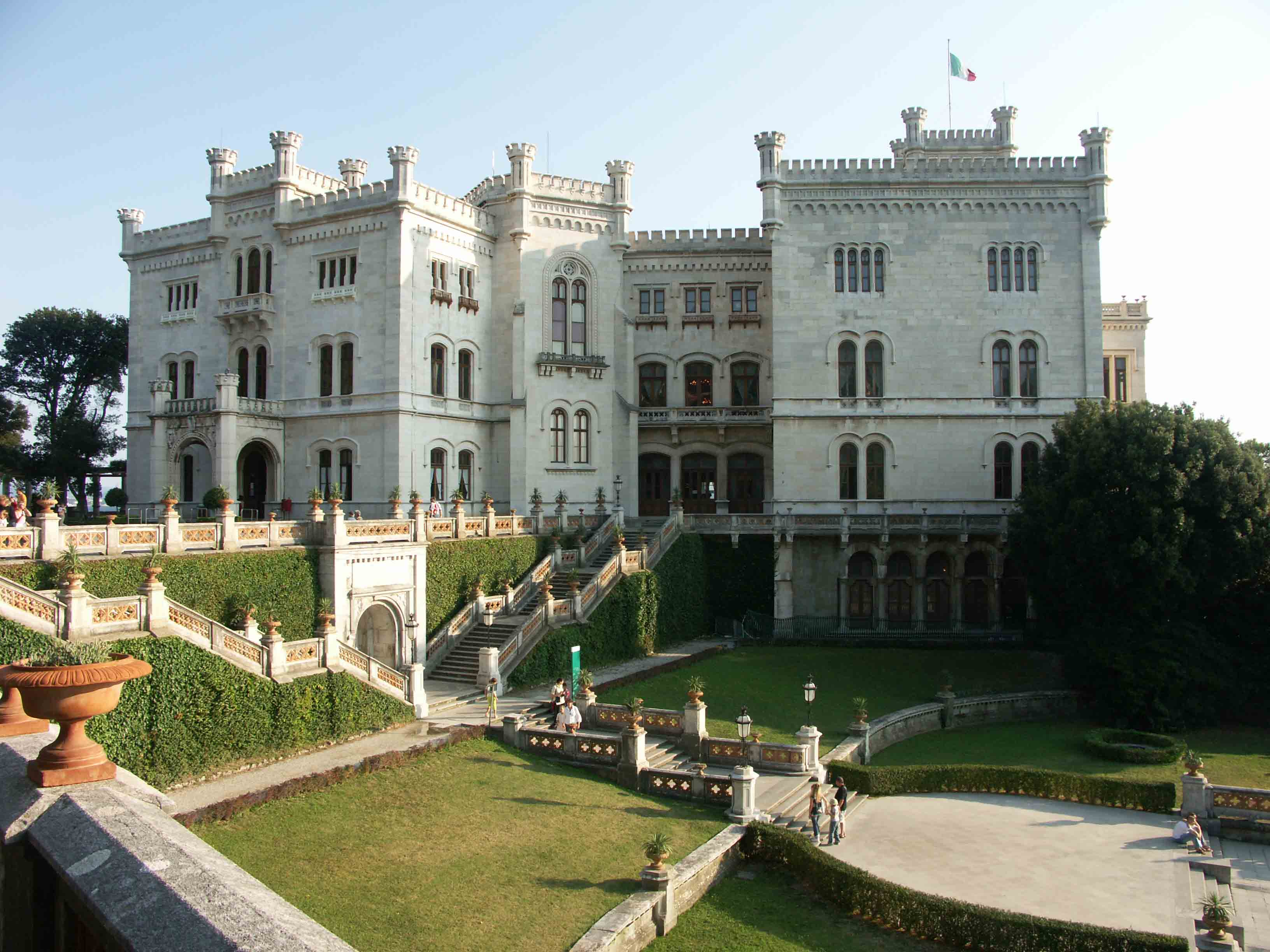
Lâu đài Miramare

Bồn hoa trong vườn Ý được bố trí theo dạng hình học tượng trưng cho việc con người chế ngự tự nhiên. Phần lớn công viên còn lại được kiến tạo như khu rừng theo lối vườn Anh tượng trưng cho quang cảnh thiên nhiên. Bên cạnh các loài cây thuộc vùng Địa Trung Hải như nguyệt quế, bách, đào kim nương hay cây cơm cháy. Công viên còn có nhiều loài cây từ nước ngoài do Đại công tước mang về từ các chuyến đi của ông dưới tư cách là đô đốc Hải quân Áo, thí dụ như một cây lá quạt từ Trung Hoa, một cây củ tùng cũng như là tre.

## Castelletto
Trong công viên là một lâu đài nhỏ, Castelletto, là nơi cư ngụ của vợ chồng đại công tước trong thời gian xây dựng lâu đài. Thế nhưng thật sự lâu đài này đã trở thành một nhà giam cho nữ đại công tước, người đã phát điên sau khi chồng bị xử tử tại Mexico. Ngày nay, lâu đài nhỏ này là trụ sở của hội bảo tồn thiên nhiên WWF.